# Hornojasenská dolina (Velká Fatra)
Hornojasenská dolina je údolí v severozápadní části pohoří Velké Fatry na Slovensku.

## Přístupnost

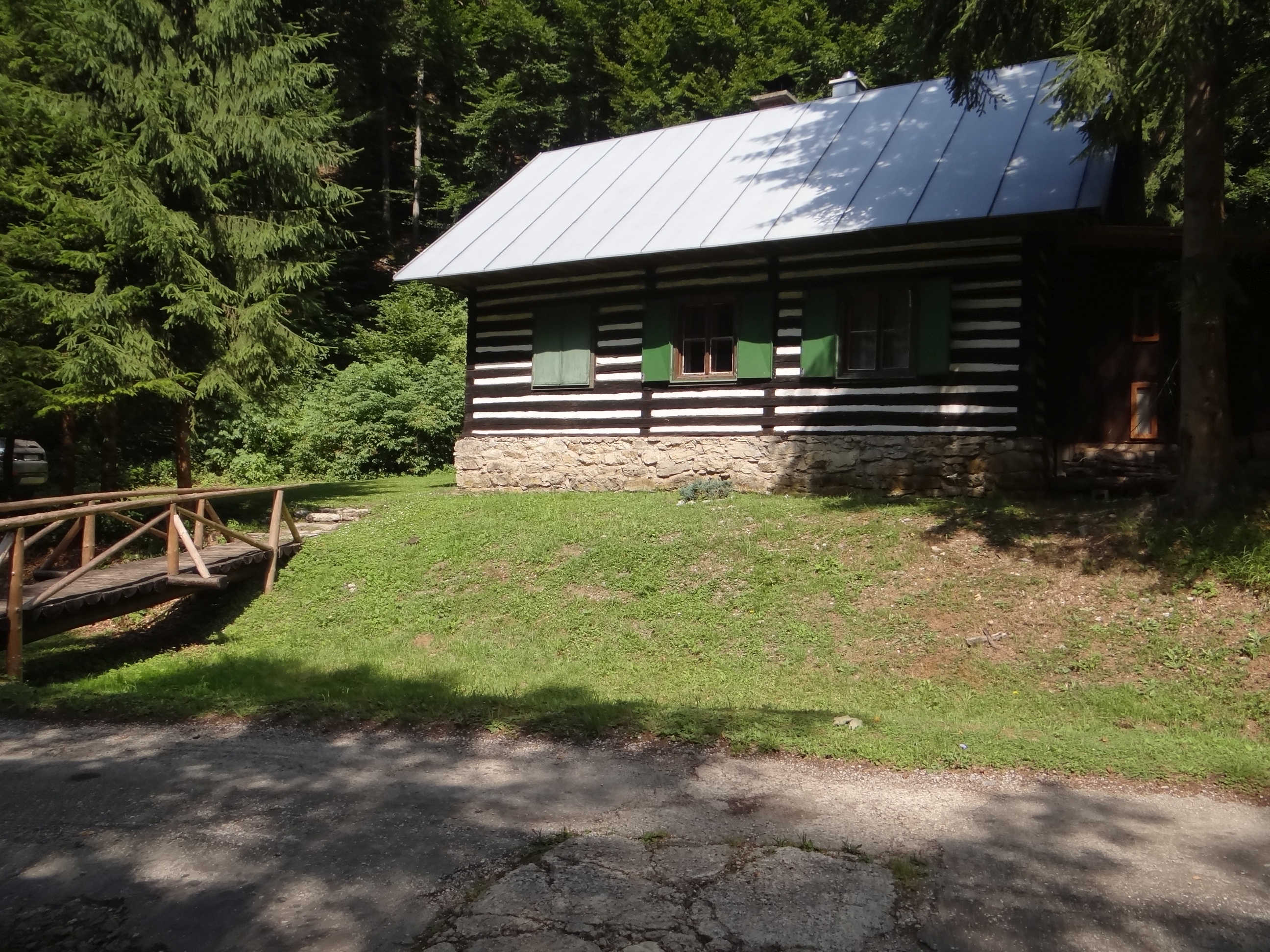
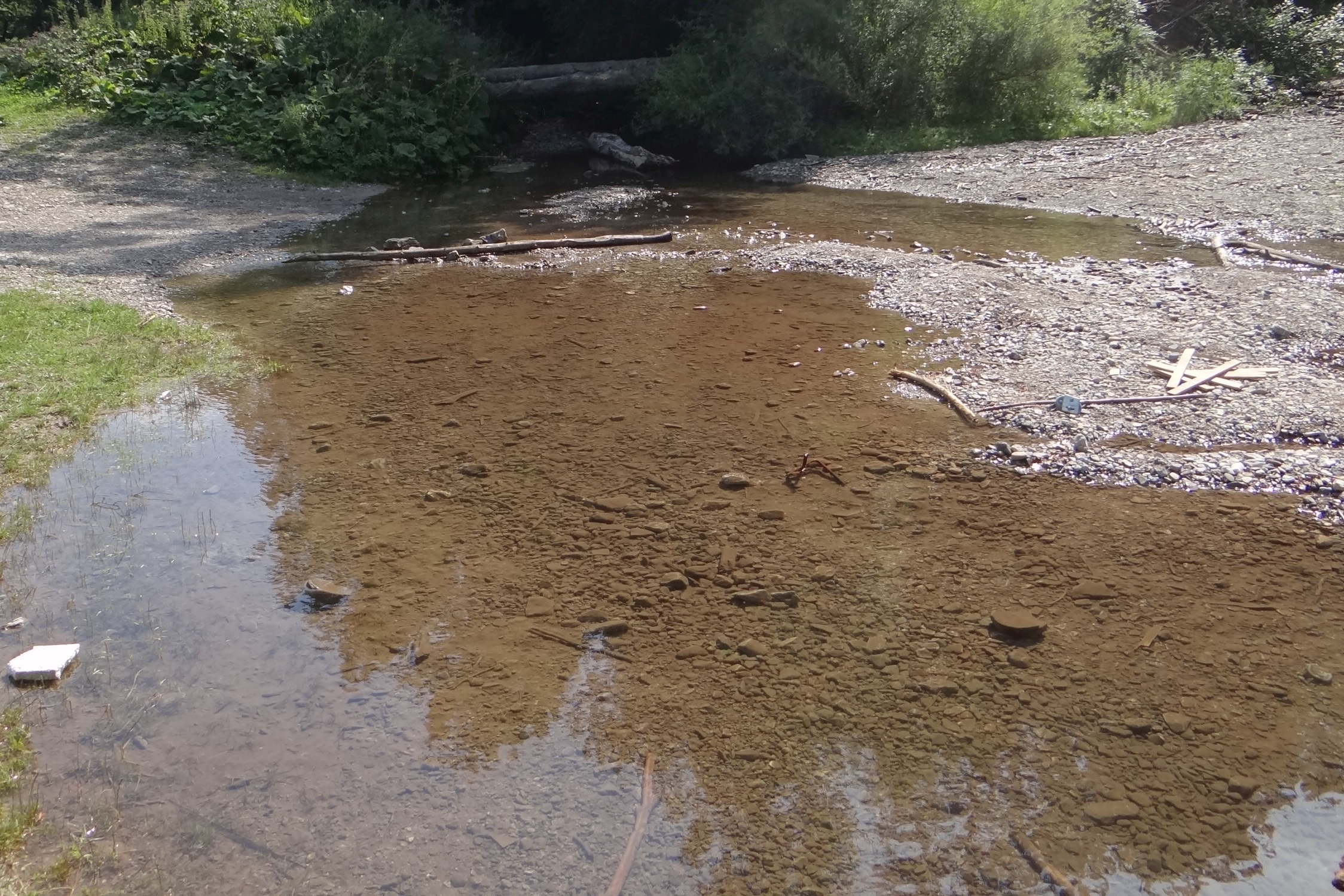

Turistická značená trasa 2721.